# Tosale aucta
Tosale aucta är en fjärilsart som beskrevs av George Francis Hampson 1897. Tosale aucta ingår i släktet Tosale och familjen mott. Inga underarter finns listade i Catalogue of Life.